# Alexander Henry Haliday
Alexander Henry Haliday, o Enrico Alessandro Haliday o  Alexis Heinrich Haliday (Holywood, 21 novembre 1807 – Lucca, 1870), è stato un entomologo irlandese.
È principalmente noto per i suoi studi su Imenotteri, Ditteri e Tisanotteri, ma lavorò su tutti gli ordini di insetti e vari ambiti dell'entomologia. 
Amico d'infanzia di Robert Templeton, divise la sua vita fra l'Irlanda e la città di Lucca. Con alcuni entomologi, tra cui Camillo Rondani e Adolfo Targioni Tozzetti, ha promosso la fondazione della Società Entomologica Italiana. È stato membro della Royal Irish Academy, della Belfast Natural History Society e della Royal Entomological Society of London (già Entomological Society of London).
Con Hermann Loew, Haliday è stato uno dei più insigni ditterologi del XIX secolo e uno dei più illustri entomologi britannici. I suoi contributi si sono sviluppati in quattro ambiti: nella descrizione dei taxa, nella tassonomia di rango alto, nella sinonimia e nella biologia. Ha istituito diversi taxa di alto rango, come ad esempio l'ordine dei Thysanoptera e le famiglie Mymaridae e Ichneumonidae (Hymenoptera). La corrispondenza tra Haliday ed entomologi britannici e continentali è conservata nella libreria della Royal Entomological Society e nella Hope Department Library del Museo di Storia Naturale dell'Università di Oxford.
Haliday riposa nel Cimitero inglese di Bagni di Lucca, in una tomba con una lunga iscrizione latina in suo onore.

## Opere e contributi

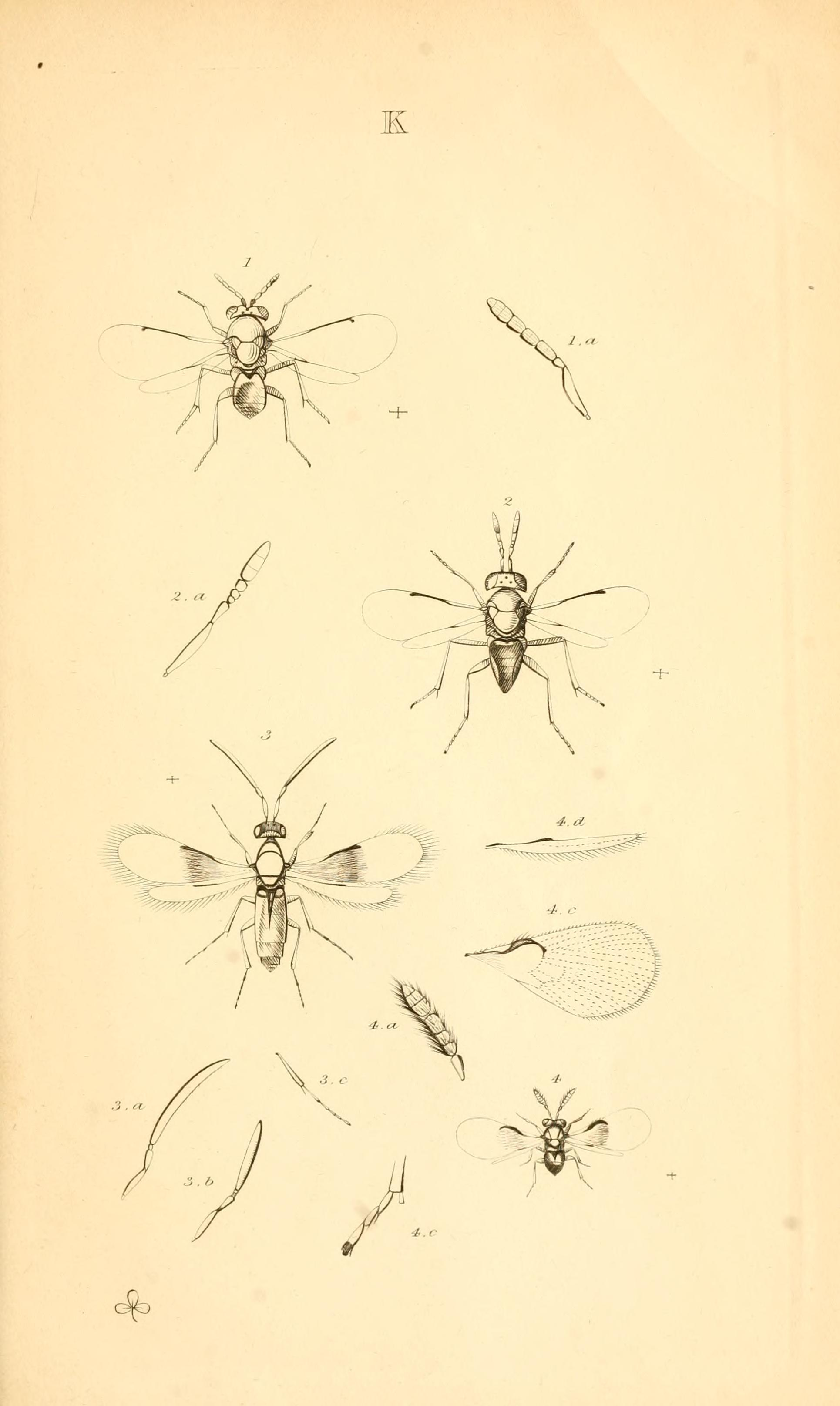
Tavole entomologiche redatte da Haliday

- 1824-1840. Contributi a British Entomology, London (a cura di John Curtis).
- 1828. Notice of insects taken in the North of Ireland. Zoological Journal 3: 500-501.
- 1832. The characters of two new dipterous genera with indications of some generic subdivisions and several species of Dolichopodidae. Zoological Journal 5: 350-368.
- 1833. Catalogue of Diptera occurring about Holywood in Downshire. Entomological Magazine 1: 147-180.
- 1833. Defence of Mr Westwood's conduct. Entomological Magazine 1: 424.
- 1833. Generic names should be of Greek derivation. Entomological Magazine 1: 515.
- 1833. Burrowing Hymenoptera. Entomological Magazine 1: 516.
- 1833. Public Entomological Collection. Entomological Magazine 1: 518-519
- 1833. An essay on the classification of the parasitic Hymenoptera of Britain which correspond with the Ichneumones minuti of Linnaeus. Entomological Magazine 1: 259-276; 333-350; 48-491.
- 1833-1842. Monographia Chalciditum. London (coautore con Francis Walker).
- 1833-1838. An essay on the classification of the parasitic Hymenoptera of Britain which correspond with the Ichneumones minuti of Linnaeus. Entomological Magazine 1: 259-276; 333-350; 48-491; 2: 93-106; 225-259; 4: 92-106; 203-221; 5:209-248.
- 1834. Aleyrodes Phyillyrea. Entomological Magazine 2: 119-120.
- 1834. Notes on the Bethyli and on Dryinus pedestris. Entomological Magazine 2: 219-221.
- 1834. An essay on the classification of the parasitic Hymenoptera of Britain which correspond with the Ichneumones minuti of Linnaeus (cont.). Entomological Magazine 2: 93-106; 225-259.
- 1835. Curious economy of Gyrinus villosus. Entomological Magazine 2: 530-531.
- 1835. Psychoda nervosa. Entomological Magazine 2: 531.
- 1836. British species of the dipterous tribe Sphaeroceridae. Entomological Magazine 3: 315-336.
- 1836. An epitome of the British genera in the order Thysanoptera with indications of a few of the species. Entomological Magazine 3: 439-451.
- 1837. Additional Notes on the Order Thysanoptera. Entomological Magazine 4: 144-146
- 1837. Notes upon Diptera: characters of some undescribed species of family Muscidae. Entomological Magazine 4: 147-152.
- 1837. Notes about Cillenum laterale and a submarine species of Aleocharidae. Entomological Magazine 4: 251-254.
- 1837. Descriptions etc., of the insects collected by Captain P.P. King, R.N., F.R.S. in the survey of the straits of Magellan. Descriptions etc. of the Hymenoptera. Transactions of the Linnean Society of London 7: 316-331.
- 1837. An essay on the classification of the parasitic Hymenoptera of Britain which correspond with the Ichneumones minuiti of Linnaeus (cont.). Entomological Magazine 4: 92-106; 203-221.
- 1837. A guide to the arrangement of British insects (seconda edizione, coautore con John Curtis, James Charles Dale, Francis Walker).
- 1838. Note on Dryinus etc. Entomological Magazine 5: 518.
- 1838. Note on the genus Epyris. Entomological Magazine 5: 519.
- 1838. Addenda to the genus Alysia. Entomological Magazine 5: 519.
- 1838. Description of the larva of Blaps mortisaga. Transactions of the Entomological Society of London 2: 100-102.
- 1838. Description of new British Insects indicated in Mr Curtis's Guide. Annals of Natural History series 1, 2: 112; 121; 183-190.
- 1838. An essay on the classification of the parasitic Hymenoptera of Britain which correspond with the Ichneumones minuiti of Linnaeus (cont.). Entomological Magazine 5: 209-248.
- 1838. Additional Notes on the Order Thysanoptera. Entomological Magazine 4: 144-146.
- 1838. Notes upon Diptera: characters of some undescribed species of family Muscidae. Entomological Magazine 4: 147-152.
- 1838. Notes about Cillenum laterale and a submarine species of Aleocharidae. Entomological Magazine 4: 251-254.
- 1839. Hymenoptera Britannica : Oxyura et Alysia. London, Balliére Fasc. 1: 15, Fasc. 2: 28 et 4.
- 1839. Hymenopterorum Synopsis and Methodum Fallenii ut plurimum accommodata (Belfast) 8 4pg. s.titulo.
- 1839. Revision of Psychoda. Pl. 745, pp. 1-2. In Curtis, J., British entomology
- 1839-1840. Contributi all'opera di John Obadiah Westwood, An introduction to the modern classification of insects. London Vol. 1 (1839): 1-462 Vol. 2 (1840): 1-587
- 1841. Note on the primary divisions of Carabidae. Entomologist 1841: 185-186.
- 1841. Notes on Staphylinidae. Entomologist 1841: 186-188.
- 1842. Note on Adelotopus. Entomologist 1842: 305-306.
- 1843. Contributi all'opera di William Thompson, Report on the fauna of Ireland: Div. Invertebrata. British Association Report.
- 1847. On the Branchiotoma Spongillae (larva Sisyrae) and on Conipoteryx. Transactions of the Entomological Society of London 5: (Proc).: 31-32.
- 1851-1856. Contributi all'opera di Francis Walker, Insecta Britannica Diptera, London.
- 1851. Wissenschaftliche Mittheilungen Sendschreiben von Alexis H. Haliday an C. A. Dohrn über die Dipteren der in London befindlichen Linnéischen Sammlung Aus dem Englischen uberstez von Anna Dohrn (coautore con C.A. Dohrn)
- 1851. Über die Dipteren der in London befindlichen Linnéischen Sammlung. Stettiner Entomologische Zeitung 12: 131-145.
- 1852. Contributi all'opera di Francis Walker, List of the specimens of homopterous insects in the collection of the British Museum, part iv: 1094-1118. pls. V-viii. London.
- 1855. Recent works on the Diptera of Northern Europe. Natural History Review (Proc.) 2: 49-61.
- 1855. Notes on various insects captured or observed in the neighbourhood of Dingle, Co Kerry in July, 1854. Natural History Review (Proc.) 2: 50-55. (coautore con Authur Riky Hogan)
- 1855. Descriptions of insects figured and references to lates illustrating the notes on Kerry insects. Natural History Review (Proc.) 2: 59-64.  pl. 2 and Zoologist p. 4756.
- 1855. On some Irish Insects. Natural History Review (Proc.) 2: 116-124. P.III.
- 1855. Daraus: Gelegentliche Bemerkungen uber entomologische Nomenclatur. Stettiner Entomologische Zeitung 16: 287-290
- 1855-1873. The Natural History of the Tineina 13 volumes (coautore con Henry Tibbats Stainton, Philipp Christoph Zeller, John William Douglas e Heinrich Frey).
- 1856. On the wing veins of Insects. Natural History Review (Proc.) 2: 59-64. cf. Transactions Entomological Society. London Ser. 2 T4: 64.
- 1856. On the affinities of the Aphaniptera among insects. Natural History Review (Proc.) 3: 9-19.
- 1856. Descriptions of the larvae of Ochthebius punctatus and Diglossa mersa. Natural History Review 3: 20.
- 1856. Notice on larvae infesting the horns of Oreas canna. Natural History Review (Proc.) 3: 23.
- 1856. Notice on two Irish dipterous insects. Natural History Review (Proc.) 3:32-33.
- 1856. Recent works on the Diptera of Northern Europe. Supplementary Notie.Zetterstedt, Diptera Scandinaviae. TomXII 8 vo. Lundae 1855. Stenhammar, Copromyzinae Scandinaviae 8 vo. Ppp. 184 Holmiae 1855. Natural History Review (Proc.) 3: 32, 33.
- 1856. Insecta in William Thompson (edited by Patterson, R.) The natural history of Ireland. Volume 4: Mammalia, reptiles and fishes. Also, invertebrata. London: Henry G. Bohn, 1856: 365-366.
- 1856. Review The Natural History of Ireland in four volumes Vol. IV Mammalia, Reptiles and Fishes: also Invertebrata by the late William Thompson, Esq. 8vol. London: Henry G. Bohn, York Street, Covent Garden 1856 Natural History Review (Proc.) 3: 60-62.
- 1857. Entomological notes. Natural History Review (Proc.) 4: 31-36.
- 1857. Explanation of terms used by Dr Hagen in his synopsis of the British Dragon-flies. Entomologists' Annual 164-15.
- 1857. Note on a peculiar form of the ovaries observed in a hymenopterous insect constituting a new genus and species of the family Diapriadae. Natural History Review (Proc.) 4:166-174, 1 pl.
- 1857. On some remaining blanks in the natural history of the native Diptera. (List of the genera and species of British Diptera, the earlier stages of which are more or less perfectly known with references to the principle authorities).  (Additional note on the metamorphosis of some species of Diptera hitherto undescribed or known but imperfectly). Natural History Review (Proc.) 4: 177-196.
- 1857. Notes of a visit to Mitchelstown Caves by E. Percival Wright, A.B., M.R.I.A., Director of the Dublin University Museum: Hon. Sec. Dublin University Zoological and Botanical Association.  With supplemental notes of the blind Fauna of Europe by A.H. Haliday, A.M., M.R.I.A., F.L.S., vice-president of the Dublin University Zoological and Botanical Association. Natural History Review (Proc.) 4: 231-234 (coautore con Edward Perceval Wright).
- 1857. Review, Wahre parthenogenesis bei Schmetterlingen and bienen ein beitrag zur fortpflanzungsgeschichte der thiere. Von C.Th.E. von Siebold 8 vol. Leipzig 1856. (On a true parthenogensis in moths and bees, a contribution to the history of reproduction in animals by C.Th. von Siebold); translated by W.S. Dallas, F.L.S., etc., 8 vo. Van Voorst, London 1857. Natural History Review (Proc.) 4: 64-77.
- 1857. Review Zoonomische briefe : allgemeine darstellung der Thierischen Organisation Von Dr. Hermann Burmeister, Professor der Zoologie zu Halle. Ersler und Zweiter Theil 8 vo. Otto Wigand: Leipzig 1856. Natural History Review (Proc.) 4: 69-77.
- 1857. Review. Retrospect of various works published during the last year, new editions and new works in process. Natural History Review (Proc.) 4: 27-42 (coautore con William Henry Harvey)
- 1857. Obituary of Robert Ball. Natural History Review (Proc.) 4: frontispiece (coautore).
- 1862. Caractéres de deux nouveaux genres d'Hymènoptéres de la famille des Chalcididae (Philomides and Chirolophus) de la collection du Docteur Sichel. Annales de la Société Entomologique de France (4) 2: 115-118.
- 1863. Note sur la soie produite par les larves du genre Embia. Bulletin de la Société Entomologique de France 1863: 3
- 1864. Iapyx, a new genus of insects belonging to the stirps Thysanura in the order Neuroptera. Transactions of the Linnean Society of London vol xxiv: 441-447.
- 1865. On Dicellura a new genus of Insects belonging to the Stirps Thysanura in the order Neuroptera. Journal of the Linnean Society of London 8: 162-163.
- 1868. Relazione sul Baco dell'Oliva - Estratta dall'Agricoltore, periodico mensile del Comizio Agrario Lucchese. Lucca.
- 1868. Description of Periphyllus laricae n.sp. Annales de la Société entomologique de France 8: xi-xiii.
- 1869. Translation of Prof. Hermann Loews paper on Blepharoceridae. La Famiglia dei Blefaroceridi (Blepharoceridae). Bollettino della Società Entomologica Italiana 1: 85-98.
- 1869. Note sulla precedente memoria del Prof. Loew. Bollettino della Società Entomologica Italiana 1: 99 (coautore con A. Targioni Tozzetti, P. Stefanelli e F. Piccioli).
- 1870. Description d'une éspece nouvelle de la famille des Curculionites: Rhynchites coligatus. Annales de la Society. Linne de Lyons vol. xviii: 125.
- 1885. Notes on Irish Coleoptera. Proceedings of Belfast Naturalists' Field Club 1883-4 Appendix viii 1: 208. (opera postuma, redatta da S.A. Stewart).

| Haliday è l'abbreviazione standard utilizzata per le specie animali descritte da Alexander Henry Haliday. Categoria:Taxa classificati da Alexander Henry Haliday |